# Список об'єктів, названих на честь Фрідріха Бесселя
Наступне було названо на честь Фрідріха-Вільгельма Бесселя (нім. Friedrich Wilhelm Bessel; 1784—1846) — німецького математика, астронома і геодезиста:
функції
- Функції Бесселя
- Функції Бесселя другого роду

інше
- Поправка Бесселя
- Нерівність Бесселя
- Еліпсоїд Бесселя[en]